# Kungstärna
Kungstärna (Thalasseus maximus) är en amerikansk havsfågel i familjen måsfåglar. Västafrikanska guineatärnan (T. albididorsalis) behandlades tidigare som en underart till kungstärnan, men urskiljs allt oftare som egen art.

## Utseende
Kungstärnan mäter 42–49 centimeter och har ett vingspann på 86–92 centimeter. Som adult har den har vitt huvud, bröst och undersida, orange vingovansida, mörka ben, rödorange kraftig näbb och under häckningssäsongen svart hätta. På undersidan av handen har den en smal mörk bakkant. I vinterdräkt har den mindre svart hätta och vit panna. Juvenilen har en kontrastrik vingovansida i olika grå nyanser, gulorange ben och bara delvis svart hätta.

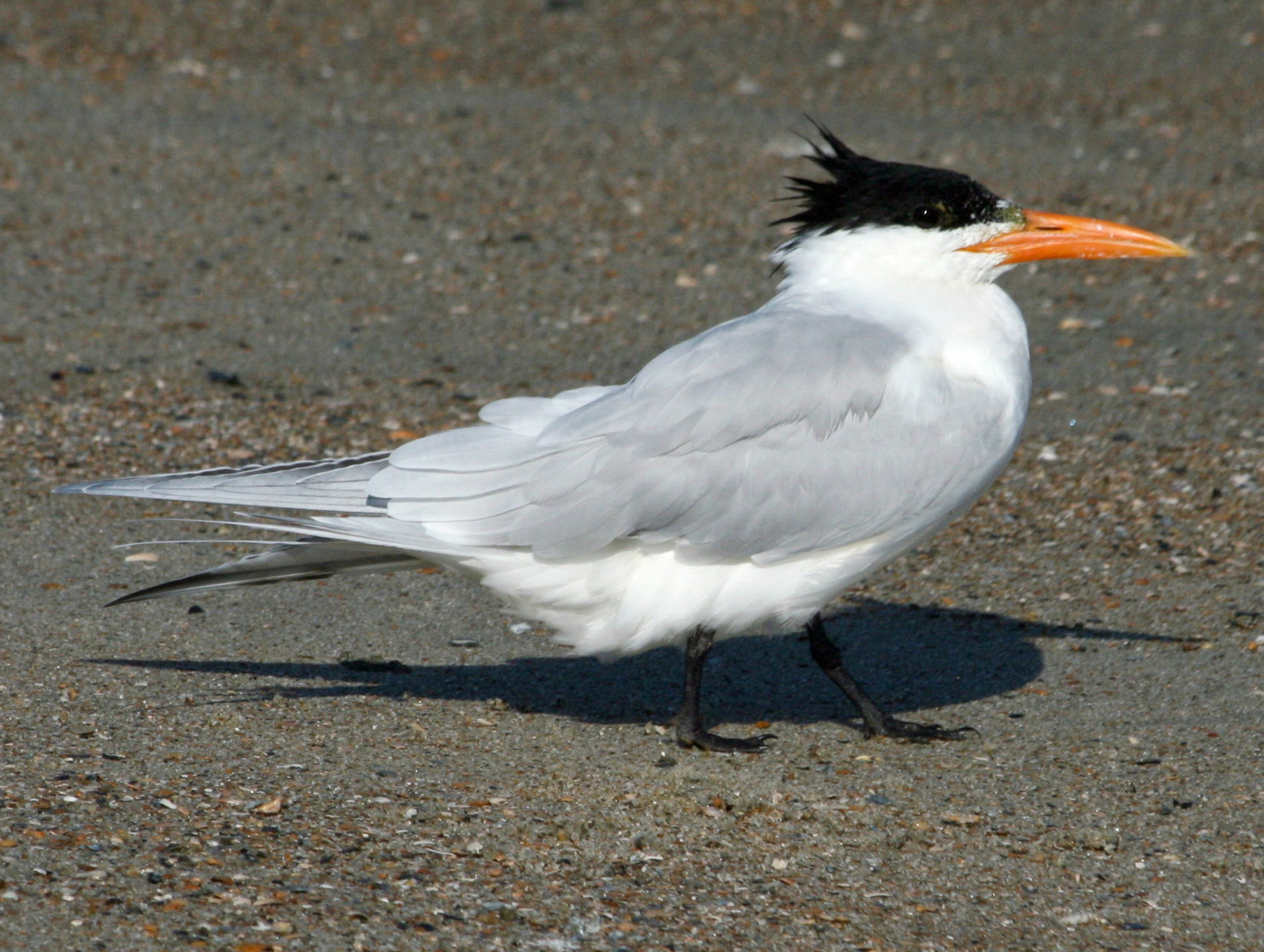
Adult kungstärna i häckningsdräkt.

Guineatärnan (T. albididorsalis), tidigare och i viss mån fortfarande behandlad som en underart till kungstärnan (se nedan), skiljer sig genom något mindre storlek och ljusare fjäderdräkt. Näbben är också slankare och därmed mer lik iltärna och tofstärna. Den är också något gulare.

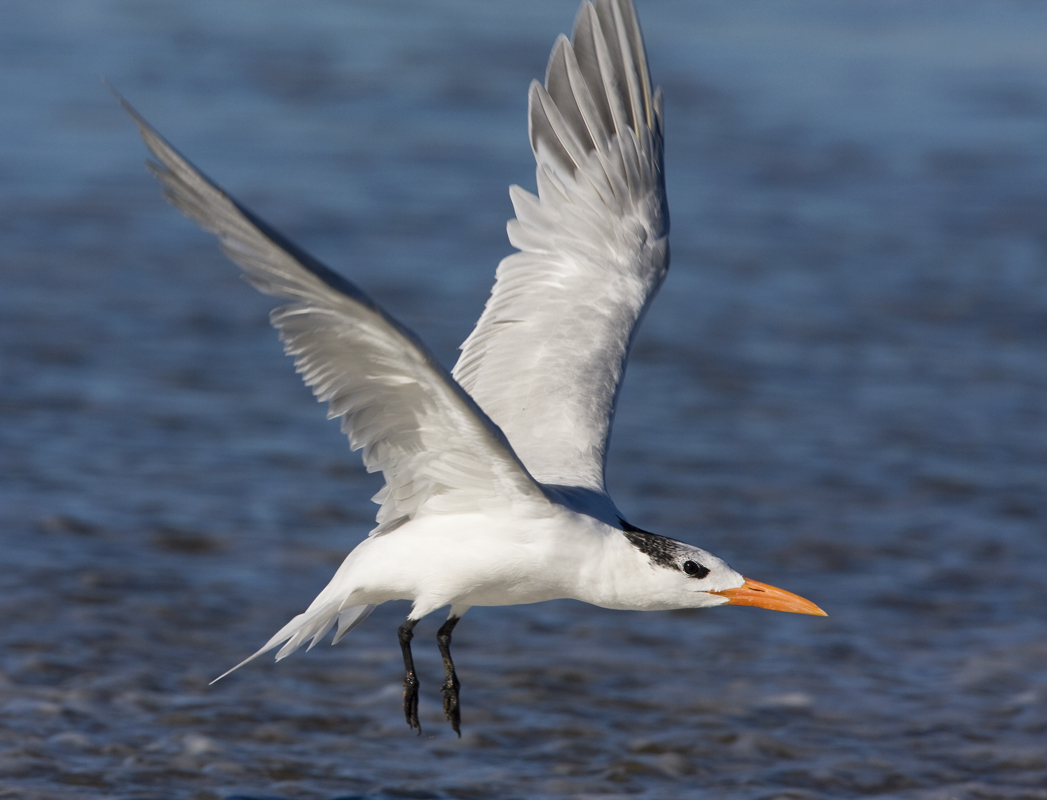
Kungstärna i flykten.

## Utbredning och systematik
Arten delas traditionellt upp i två distinkta monotypiska underarter som förekommer i Amerika respektive Afrika:
- Thalasseus maximus albididorsalis – häckar i kustområden från Mauretanien till Guinea; övervintrar så långt som till Namibia
- Thalasseus maximus maximus	– häckar i kustområden från USA till Västindien, Guyana och Brasilien; övervintrar så långt som till Argentina

Genetiska studier från 2017 visar dock att albididorsalis istället står närmare iltärnan (T. bengalensis). Denna urskiljs därför allt oftare som egen art, guineatärna (T. albididorsalis), av både tongivande International Ornithological Congress (IOC) och eBird/Clements. Svenska BirdLife Sverige följde efter 2022.
Kungstärna i begränsad mening har påträffats vid några enstaka tillfällen i Europa, i Azorerna, Storbritannien och Spanien.

### Släktestillhörighet
Tidigare förde man en mängd tärnor till släktet Sterna. Fylogenetiska studier av Bridge et al. 2005 påvisade att den sammanslagningen inte gav monofyletiska släkten och man bestämde därför att dela upp familjen i fler släkten för att bättre spegla tärnornas utveckling och släktskap. På grund av detta förs kungstärnan numera av de flesta auktoriteter till släktet Thalasseus tillsammans med bland andra kentsk tärna och iltärna.

## Ekologi
Kungstärnan lever utmed kuster och återfinns nästan enbart i saltvattenbiotoper, som flodmynningar, mangrove och laguner. Den födosöker också, men mycket mer sällan, ute på öppet vatten och då vanligtvis inom 100 meter från land. Den lever främst av småfisk som ansjovis, vekfisk och havsgös, men tar även insekter och mindre skaldjur. Den lägger vanligtvis ett ägg, men två förekommer, direkt på marken i en uppskrapad grop. Äggen ruvas av båda föräldrarna i 30–31 dagar.

## Status och hot
Arten har ett stort utbredningsområde och en stor population med stabil utveckling och tros inte vara utsatt för något substantiellt hot. Utifrån dessa kriterier kategoriserar internationella naturvårdsunionen IUCN arten som livskraftig (LC). Notera dock att IUCN inkluderar guineatärnan i bedömningen.